# Скандикс гребенчатый

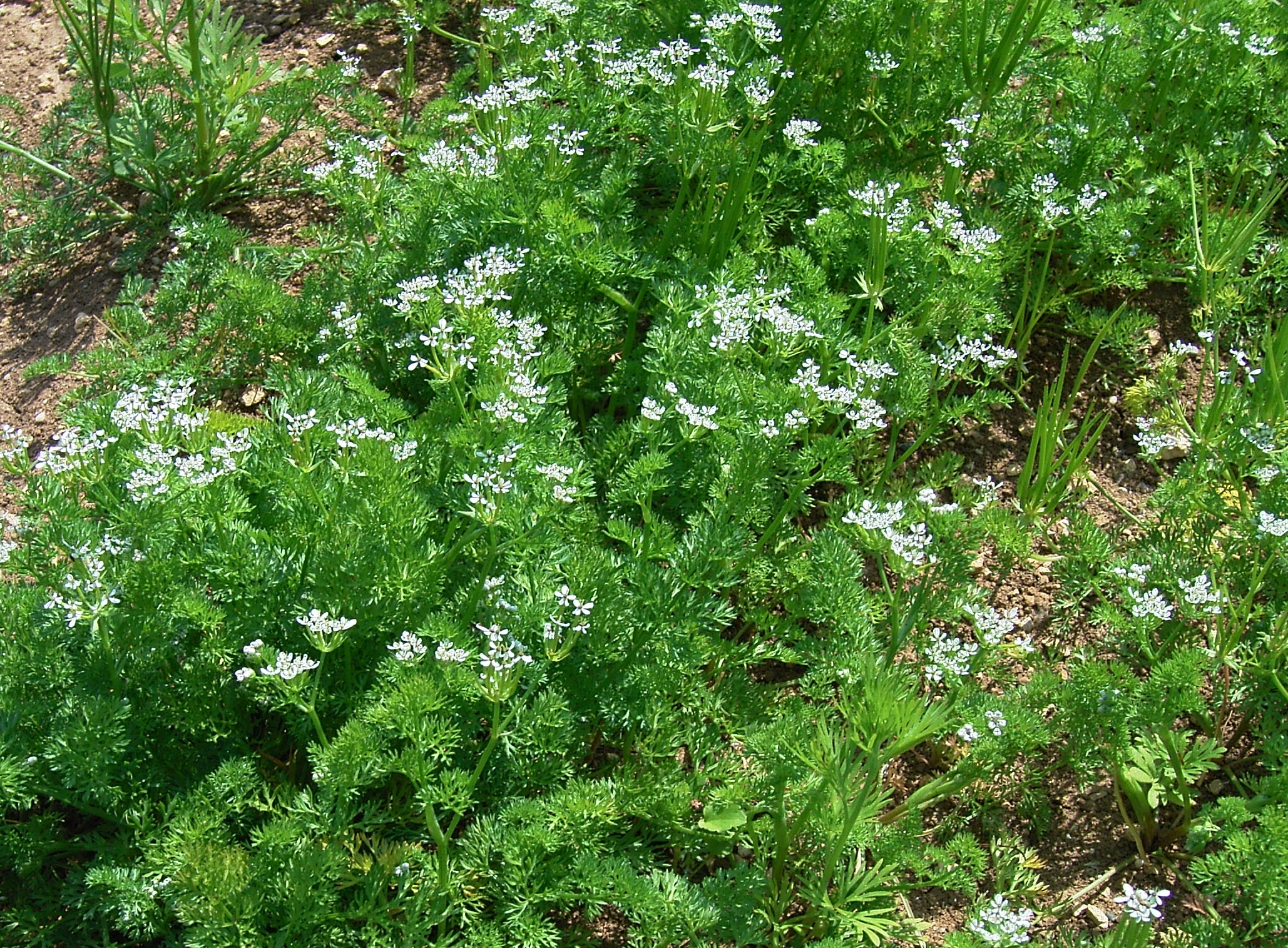

Ска́ндикс гребе́нчатый, или Ска́ндикс вене́рин гре́бень, или Кервель гребенчатый, или Кервель гребень Венеры (лат. Scándix pécten-véneris) — однолетнее травянистое растение семейства Зонтичные. Распространено в Крыму, на Кавказе, в Средней Азии.

## Ботаническое описание
Листья дважды-четырежды-перисторассечённые, растут на длинных черешках, имеющих у основания расширенные влагалища. Растение имеет тонко разветвлённый стержневой корень, ветвистый прямой стебель высотой 15-50 см. Цветки растения с белыми лепестками, в двух-четырёхлучевых зонтиках. Крайние цветки нередко увеличенные.
Плод представляет собой цилиндрическую продольно-бороздчатую желтовато-бурую или желтовато-коричневую семянку с очень длинным (3,5-4,5 мм), слегка изогнутым носиком. Семянки вырастают до 7-15 мм в длину, 1,5-2 мм в ширину и толщиной 1-1,5 мм. Масса 1000 семянок с носиком 10-15 грамм.
Семядоли узколинейные размером 50-70 мм в длину и 1-2 мм в ширину, расположенные на черешках, сросшихся в нижней части в красноватое влагалище.
Всходы растения имеют очередные, перисто-рассечённые, мелко опушённые листья с округло-яйцевидным очертанием, растущие на длинных черешках. Эпикотиль не развит, гипокотиль багрово-синевато-розового цвета. Всходы имеют слабый эфирный запах и солоноватый вкус.
Всходит в марте-мае, цветёт в мае-августе, плодоносит в июне-сентябре. Семянки образуют всходы в почве на глубине не более 12-14 см. Растёт на полях, суходольных пастбищах, а также в садах и огородах.

## Значение и применение
Молодые листья и побеги могут употребляться как приправа к салату. В Кыргызстане размолотые плоды использовали в корм скоту.